# New York Film Critics Circle Awards 1975
La 41ª edizione della cerimonia dei New York Film Critics Circle Awards, annunciata il 30 dicembre 1975, si è tenuta il 25 gennaio 1976 ed ha premiato i migliori film usciti nel corso del 1975.

## Vincitori e candidati

### Miglior film
- Nashville, regia di Robert Altman
- Barry Lyndon, regia di Stanley Kubrick

### Miglior regista
- Robert Altman - Nashville
- Stanley Kubrick - Barry Lyndon

### Miglior attore protagonista
- Jack Nicholson - Qualcuno volò sul nido del cuculo (One Flew Over the Cuckoo's Nest)
- Al Pacino - Quel pomeriggio di un giorno da cani (Dog Day Afternoon)

### Miglior attrice protagonista
- Isabelle Adjani - Adele H. - Una storia d'amore (L'histoire d'Adèle H.)
- Florinda Bolkan - Una breve vacanza (A Brief Vacation)

### Miglior attore non protagonista
- Alan Arkin - Pazzo pazzo West! (Hearts of the West)
- Henry Gibson - Nashville

### Miglior attrice non protagonista
- Lily Tomlin - Nashville
- Louise Fletcher - Qualcuno volò sul nido del cuculo (One Flew Over the Cuckoo's Nest)

### Miglior sceneggiatura
- François Truffaut, Jean Gruault e Suzanne Schiffman - Adele H. - Una storia d'amore (L'histoire d'Adèle H.)
- Lina Wertmüller - Travolti da un insolito destino nell'azzurro mare d'agosto